# Маркишавці
Маркишавці (словен. Markišavci) — поселення в общині Мурська Собота, Помурський регіон, Словенія. Висота над рівнем моря: 193,8 м.